# کتابخانه مرکزی و مرکز اسناد دانشگاه علامه طباطبائی

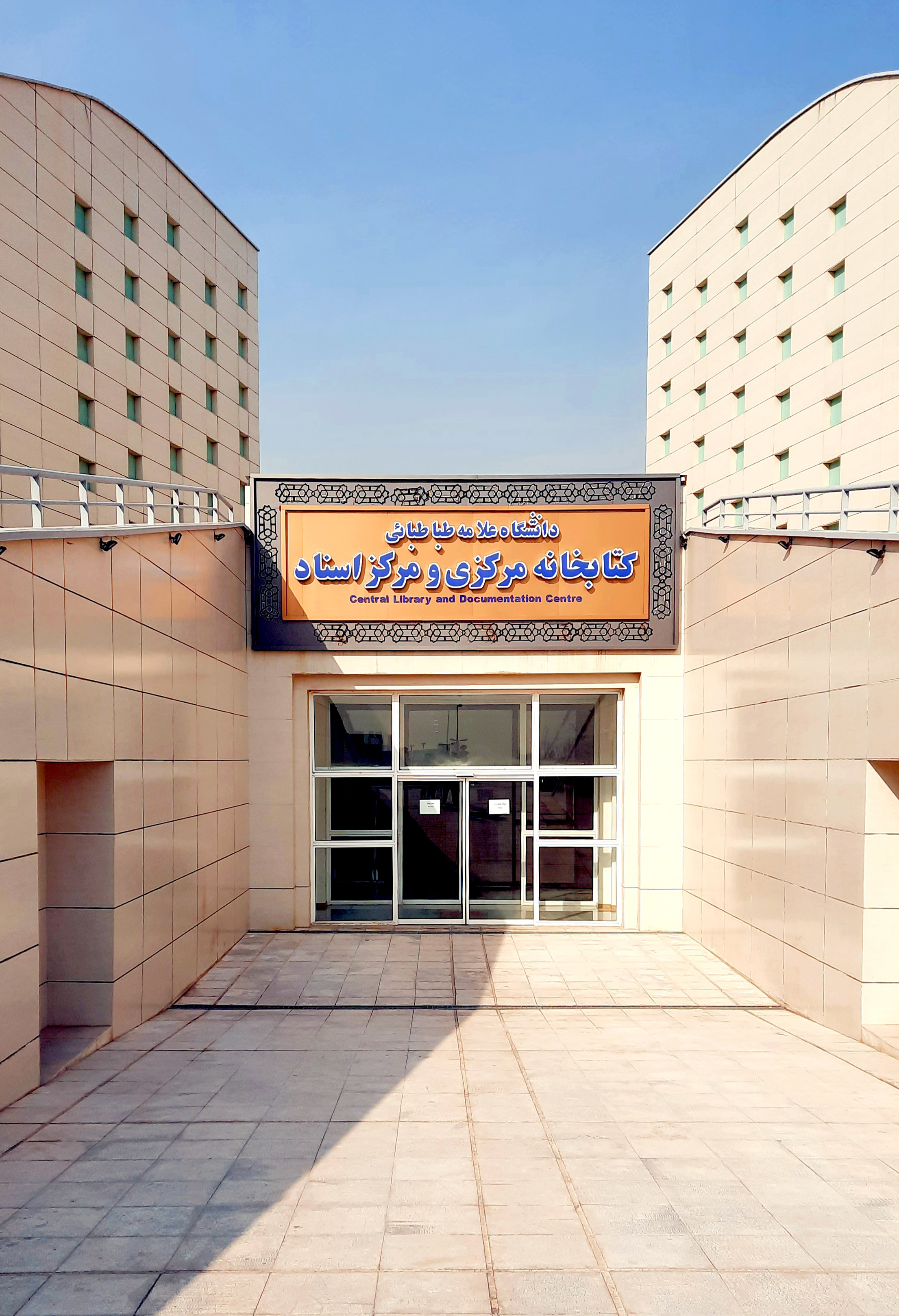
تصویری از درب ورودی کتابخانه مرکزی و مرکز اسناد دانشگاه علامه طباطبائی

کتابخانه مرکزی و مرکز اسناد دانشگاه علامه طباطبائی یا به اختصار، کتابخانه مرکزی دانشگاه علامه، یکی از کتابخانهٔ‌های دانشگاهیِ ایران و از زیر مجموعه‌های دانشگاه علامه طباطبائی است. این کتابخانه غنی‌ترین کتابخانه کشور در حوزه علوم انسانی و اجتماعی است. شالودهِ این کتابخانه در سال ۱۳۶۴ با مجموعه‌ای از کتاب‌هایی از منابع فارسی و غیر فارسی و مرتبط با علوم انسانی و علوم اجتماعی شکل گرفت. بر اساس مصوبه سال ۱۳۶۸، کتابخانه مرکزی با توجه به رسالت آموزشی و پژوهشی خود، موظف است با کتابخانه‌های هر دانشکده این دانشگاه، ارتباط و همکاری نیمه متمرکزی داشته باشد. هدف اصلی این کتابخانه، گردآوری منابع علمی و آموزشی و اشاعهٔ اطلاعات در جهت تقویت برنامه‌های آموزشی و پژوهشی تعریف شده‌است.